# Reederei Nord

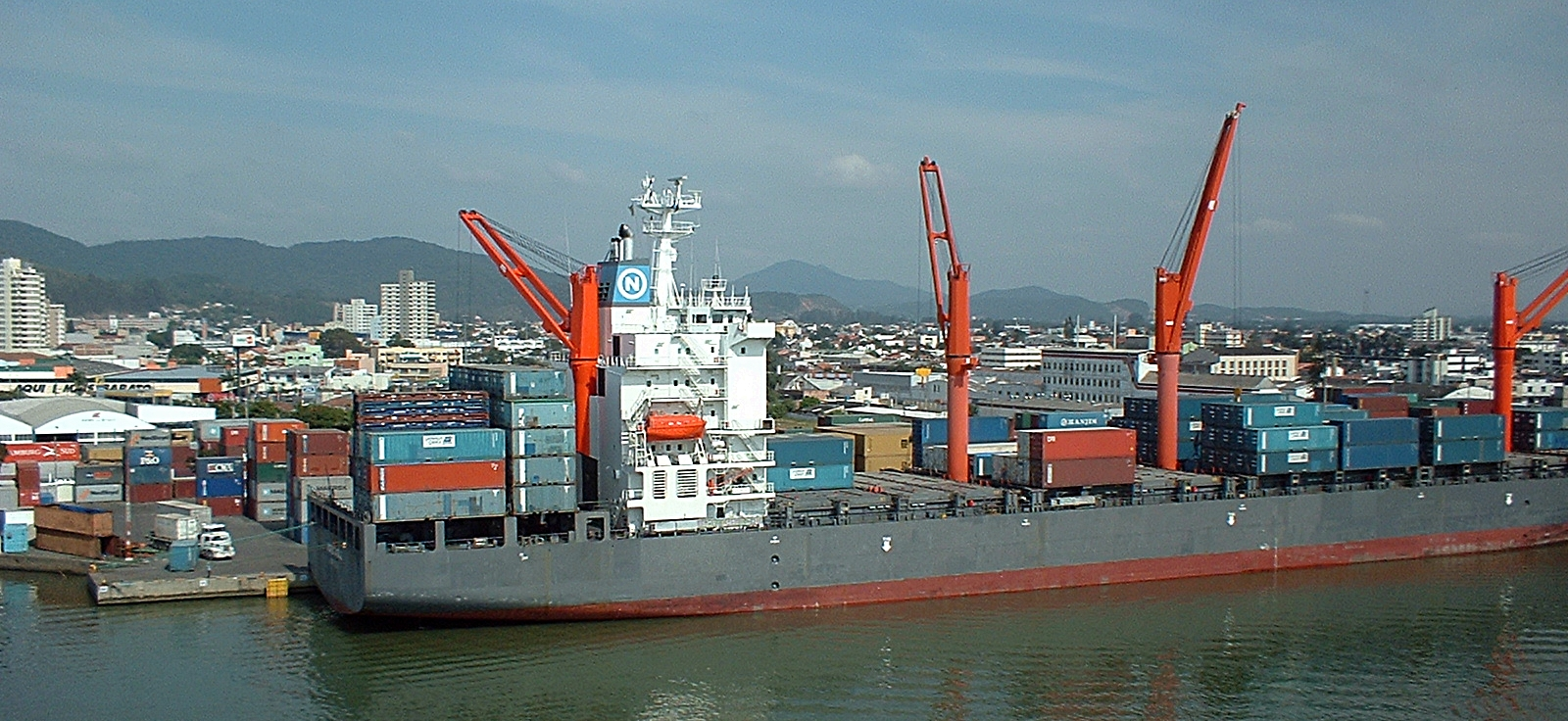
Die Nordeagle der Reederei Nord in Itajai

Die Reederei Nord mit Sitz in Hamburg, Amsterdam und Limassol betreibt etwa 60 Containerschiffe, Massengutschiffe und Tanker und ist sowohl im Zeitchartergeschäft und der Trampschifffahrt beschäftigt.

## Geschichte
Das Unternehmen wurde von Klaus E. Oldendorff (1933–2003), dem Sohn des Lübecker Reeders Egon Oldendorff, gegründet. Klaus Oldendorff verließ 1964 den elterlichen Betrieb und gründete die Reederei „Nord“ Klaus E. Oldendorff in Hamburg. Am 12. Dezember 1964 übernahm das neue Unternehmen in Kiel sein erstes Schiff, die Bockholm mit 1417 Tonnen Tragfähigkeit, benannte es in Nordholm um und eröffnete am folgenden Tag sein Büro in Hamburg. Der Name Nord entsprang der Nordischen Dampfer Reederei, die 1922 von Egon Oldendorff als Liniendienst zwischen Lübeck und Skandinavien gegründet worden war, aber im Zuge der Weltwirtschaftskrise nach 1929 wieder eingestellt wurde.
1967 gehörte die Reederei Nord zu den Gründungsmitgliedern der Trampreedervereinigung Trampko. Über diese gab die Reederei auch die erste Neubauserie in Auftrag, die 1969 und 1970 abgelieferten Trampko-Mehrzweckfrachter Nordwelle, Nordwoge, Nordstrand und Nordkap. Mitte der 1970er Jahre folgten aus Japan die vier Trampko-Bulker Nordmark, Nordfels, Nordheim und Nordholm.
Während der Öl- und Schifffahrtskrise der 1980er Jahre wurde der Hauptgeschäftssitz der Reederei „Nord“ 1986 nach Limassol verlegt, wobei man die Niederlassung in Hamburg beibehielt. 2005 kehrte die Familie Oldendorff wieder nach Hamburg zurück, da die Einführung der Tonnagesteuer Deutschland als Standort wieder attraktiv gemacht hatte. 2014 wurde eine Niederlassung für die Tankerflotte in Amsterdam gegründet.
Die heutige Reederei Nord Group besteht aus drei rechtlich getrennten Teilen, der Reederei Nord GmbH in Hamburg, welche eine Flotte von rund 30 Containerschiffen und etwa 16 Massengutschiffen betreibt, sowie der Reederei Nord B.V. in Amsterdam, welche 15 Öl- und Chemikalientanker verschiedener Größen in Fahrt hat. Die Reederei Nord Limited in Limassol agiert als Dienstleister für Seepersonal und Bauaufsicht.
Am 30. Januar 2011 kam es im Hafen von Mumbai zur Kollision des Frachtschiffs MS Nordlake mit der indischen Fregatte INS Vindhyagiri (F42), die daraufhin abgewrackt werden musste.